# (143) Адрия
(143) Адрия (лат. Adria) — довольно крупный астероид из группы главного пояса. Малое альбедо его поверхности может свидетельствовать об углеродном строении хондрового типа. Астероид открыт 23 февраля 1875 года австрийским астрономом Иоганном Пализой в Пуле, Хорватия и назван в честь Адриатического моря, на берегу которого находится обсерватория.

Орбита астероида Адрия и его положение в Солнечной системе
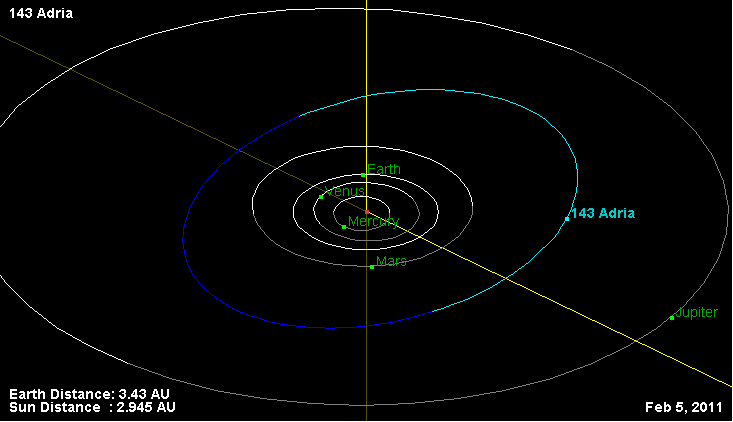
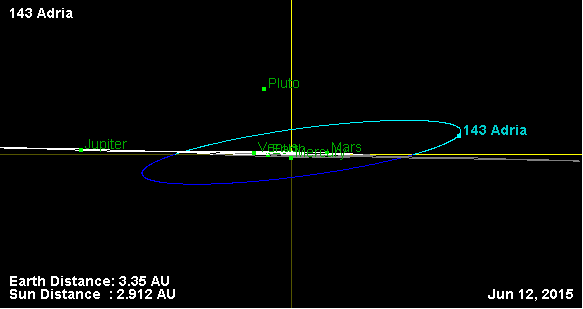